# 錫姆斯 (蒙大拿州)
錫姆斯（英語：Simms）是位於美國蒙大拿州喀斯喀特縣的普查規定居民點。2010 年人口普查时人口为354人。它是蒙大拿州大瀑布统计区的一部分。

## 歷史
錫姆斯的郵局自1909年營運至今。

## 人口
根據2020年美國人口普查的數據，錫姆斯的面積為19.73平方千米，當中陸地面積為19.71平方千米，而水域面積為0.02平方千米。當地共有人口361人，而人口密度為每平方千米18.3人。